# キルヒドルフ・アン・デア・クレムス郡

キルヒドルフ・アン・デア・クレムス郡
Bezirk Kirchdorf

キルヒドルフ・アン郡（キルヒドルフぐん、独: Bezirk Kirchdorf）は、オーストリアのオーバーエスターライヒ州にある郡（Bezirk; 行政管区とも訳される）。郡庁所在地はキルヒドルフ・アン・デア・クレムス。
西でグムンデン郡と、北でヴェルス＝ラント郡およびわずかにリンツ＝ラント郡と、東でシュタイアー＝ラント郡と、南でシュタイアーマルク州のリーツェン郡と接している。
キルヒドルフ・アン・デア・クレムス郡には以下の23の市町村（Gemeinde; ゲマインデ）がある。そのうちキルヒドルフ・アン・デア・クレムスが市（Stadt）に、6つが町（Marktgemeinde; 市場町）に指定されている。
- エドルバハ Edlbach
- グリュンブルク Grünburg
- ヒンターシュトッダー Hinterstoder
- インツェルスドルフ・イム・クレムスタール Inzersdorf im Kremstal
- キルヒドルフ・アン・デア・クレムス Kirchdorf an der Krems （市）
- クラオス・アン・デア・ピュルンバーン Klaus an der Pyhrnbahn
- クレムスミュンスター Kremsmünster （町）
- ミヒェルドルフ・イン・オーバーエスターライヒ Micheldorf in Oberösterreich （町）
- モルン Molln （町）
- ヌスバッハ Nußbach
- オーバーシュリーアバハ Oberschlierbach
- ペッテンバッハ Pettenbach （町）
- リート・イム・トラオンクライス Ried im Traunkreis
- ローゼナウ・アム・ヘングストパス Rosenau am Hengstpaß
- ロスライテン Roßleithen
- シュリーアバッハ Schlierbach
- シュピタール・アム・ピュルン Spital am Pyhrn
- ザンクト・パンクラーツ St. Pankraz
- シュタインバッハ・アム・ツィーベルク Steinbach am Ziehberg
- シュタインバッハ・アン・デア・シュタイアー Steinbach an der Steyr
- フォルダーシュトッダー Vorderstoder
- ヴァルトベルク・アン・デア・クレムス Wartberg an der Krems （町）
- ヴィンディッシュガルシュテン Windischgarsten （町）